# Zagórzany (powiat gorlicki)

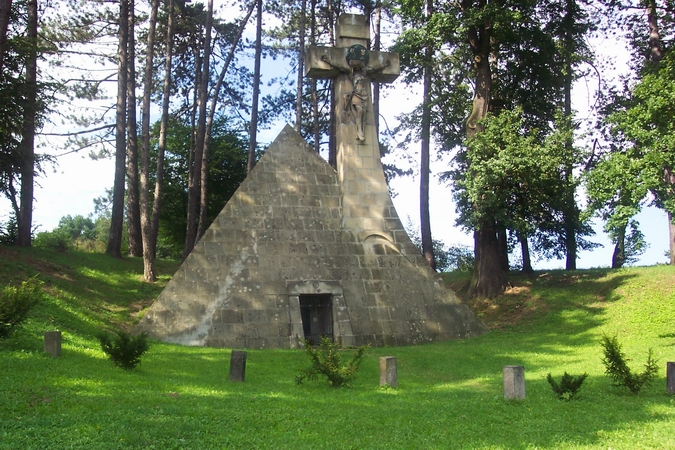
Grobowiec Skrzyńskich

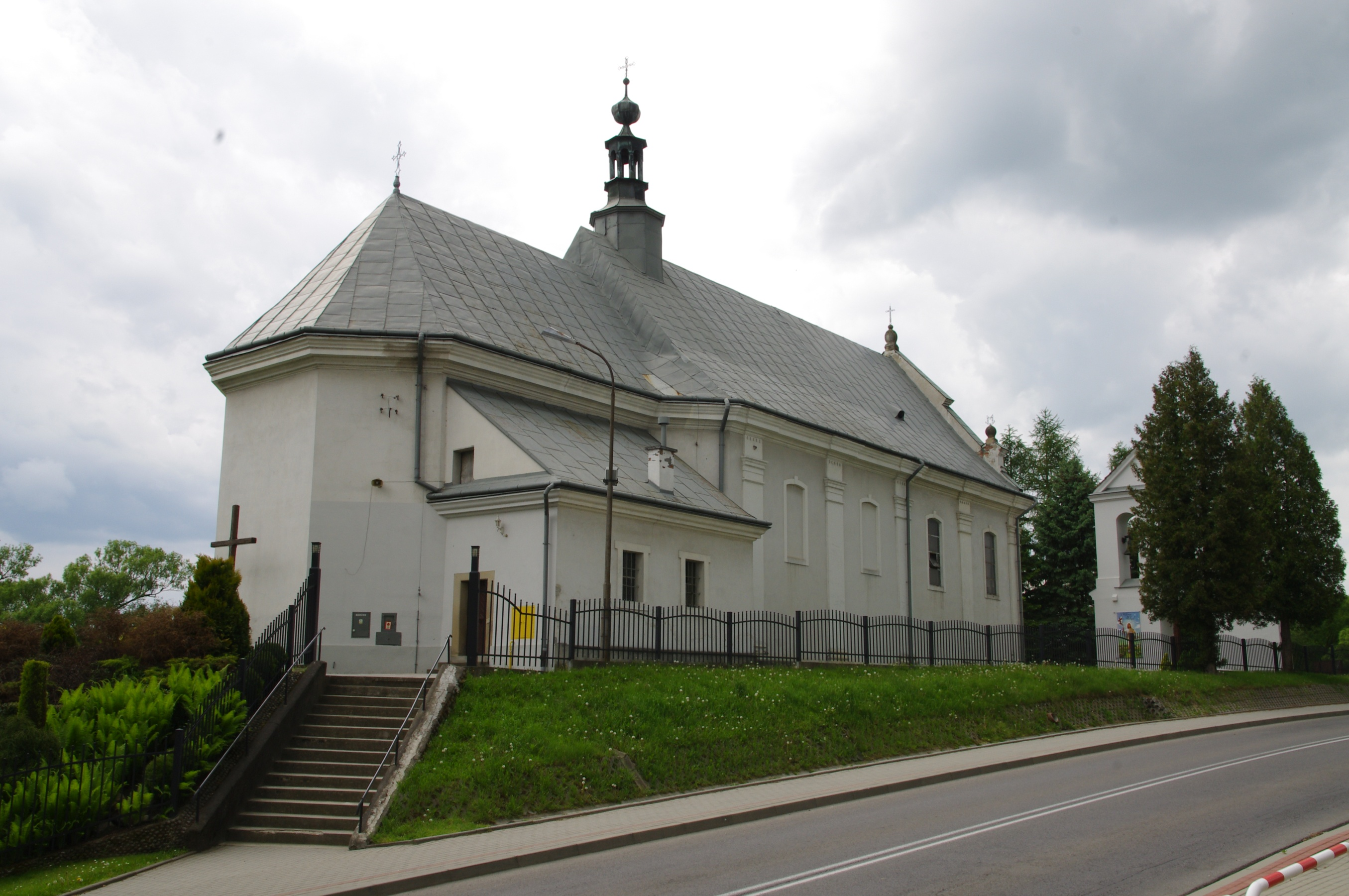
Kościół parafialny

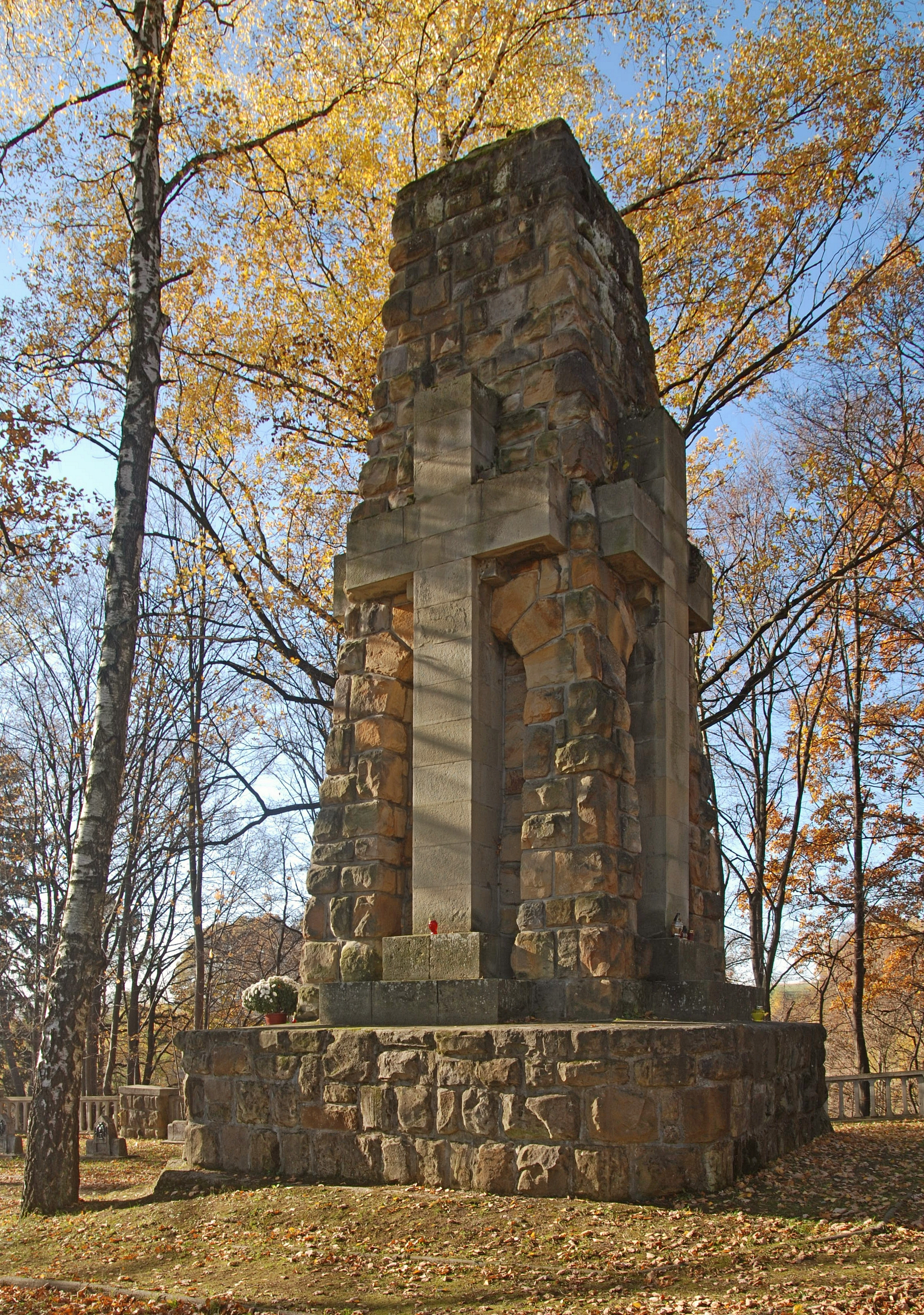
Cmentarz wojenny nr 125

Zagórzany – wieś w Polsce, położona (263 m n.p.m.) w województwie małopolskim, w powiecie gorlickim, w gminie Gorlice. Leży nad potokiem Moszczanka.
W latach 1975–1998 miejscowość należała administracyjnie do województwa nowosądeckiego. 1 września 1977 znaczną część Zagórzan (119 ha) włączono do Gorlic.

## Integralne części wsi
| SIMC    | Nazwa          | Rodzaj    |
| ------- | -------------- | --------- |
| 0425975 | Garbacz        | część wsi |
| 0425981 | Góra           | część wsi |
| 0425998 | Nowa Wieś      | część wsi |
| 0426006 | Podlesie Dolne | część wsi |
| 0426012 | Podlesie Górne | część wsi |
| 0426029 | Stawiska       | część wsi |

## Historia
Przypuszczalnie lokowana w XIII wieku, pierwsza wzmianka pochodzi z 1319. Stanowiły własność zakonu benedyktynów z klasztoru tynieckiego w powiecie bieckim województwa krakowskiego w końcu XVI wieku. Po kasacji dóbr klasztornych przez władze austriackie, Zagórzany zostały zakupione przez Wielopolskich z Kobylanki, następnie drogą koligacji rodzinnych przeszły w posiadanie Skrzyńskich.
Nowy właściciel Tadeusz Skrzyński wybudował tutaj w latach 1834–1839 dwór w stylu neogotyckim według projektu arch. Franciszka Lanciego. Zamek został odnowiony w roku 1900, a w latach 1928–1929 rozbudowany (według projektu Juliusza Nagórskiego). W zamku Tadeusz Skrzyński założył szkołę dla zubożałych szlachcianek, w której wykładał poeta i geograf Wincenty Pol. Tam też napisał część swoich utworów, m.in. szeroko znany poetycki opis regionów Polski pt. „Pieśń o ziemi naszej”. Przebywał tu także w czasach swojej młodości i malował Artur Grottger. W czasie II wojny światowej zamek został zniszczony i zdewastowany, po 1945 wyremontowany. Od 1950 mieścił się w nim państwowy dom dziecka.
Obecnie zamek jest malowniczą opustoszałą ruiną. Wokół ruin dawny park krajobrazowy, założony w I połowie XIX wieku, ze starym drzewostanem i romantycznym mostkiem. Otacza go zniszczone, neogotyckie ogrodzenie z bramą i kordegardą z okresu budowy zamku.
Niedaleko parku znajduje się monumentalne mauzoleum Skrzyńskich, zaprojektowane przez Mariana Teodora Talowskiego. W mauzoleum spoczywa m.in. hr. Aleksander Józef Skrzyński, były właściciel majątku ziemskiego w Zagórzanach.

## Zabytki
Obiekt wpisany do rejestru zabytków nieruchomych województwa małopolskiego.
- cmentarz wojenny nr 125 z I wojny światowej;
- zespół pałacowy;
  - pałac,
  - 2 budynki gospodarcze,
  - park,
  - kordegarda,
  - ogrodzenie z bramą,
- stodoła plebańska, przeniesiona do skansenu w Szymbarku.

## Inne zabytki
Kościół w Zagórzanach wzniesiony w 1816 r.(w miejscu starego drewnianego) murowany bez wyraźnych cech stylowych, w ostatnich czasach rozbudowany.

## Osoby związane z Zagórzanami
- Witold Taszycki (1898–1979) – historyk języka polskiego, badacz onomastyki i dialektologii.
- Aleksander Skrzyński – polski premier, polityk
- Kazimierz Sterkowicz – samorządowiec, burmistrz Gorlic w latach 2002–2010